# Roșiești
Roșiești est une commune roumaine située dans le județ de Vaslui.